# Linnea Nilsson-Waara
Linnea Nilsson-Waara, född 12 december 1984, är en f.d. allsvensk fotbollsspelare (mittfältare) som spelat i Piteå IF 2007-2011. Säsongen 2012 spelade hon i Sunnanå SK.
Linnea Nilsson-Waara är tvillingsyster med Erika Nilsson-Waara som också har spelat i Piteå IF och Sunnanå SK. Både Linnéa Nilsson-Waara och systern Erika har säsongen 2015 funnits i matchprotokollet för Piteå IF.